# Jadwiga Gronostajska
Jadwiga Gronostajska z domu Ignaczak, ps. Wiśka (ur. 7 listopada 1906 w Warszawie, zm. 13 maja 1995) – polska nauczycielka, działaczka społeczna, instruktorka harcerska.

## Życiorys

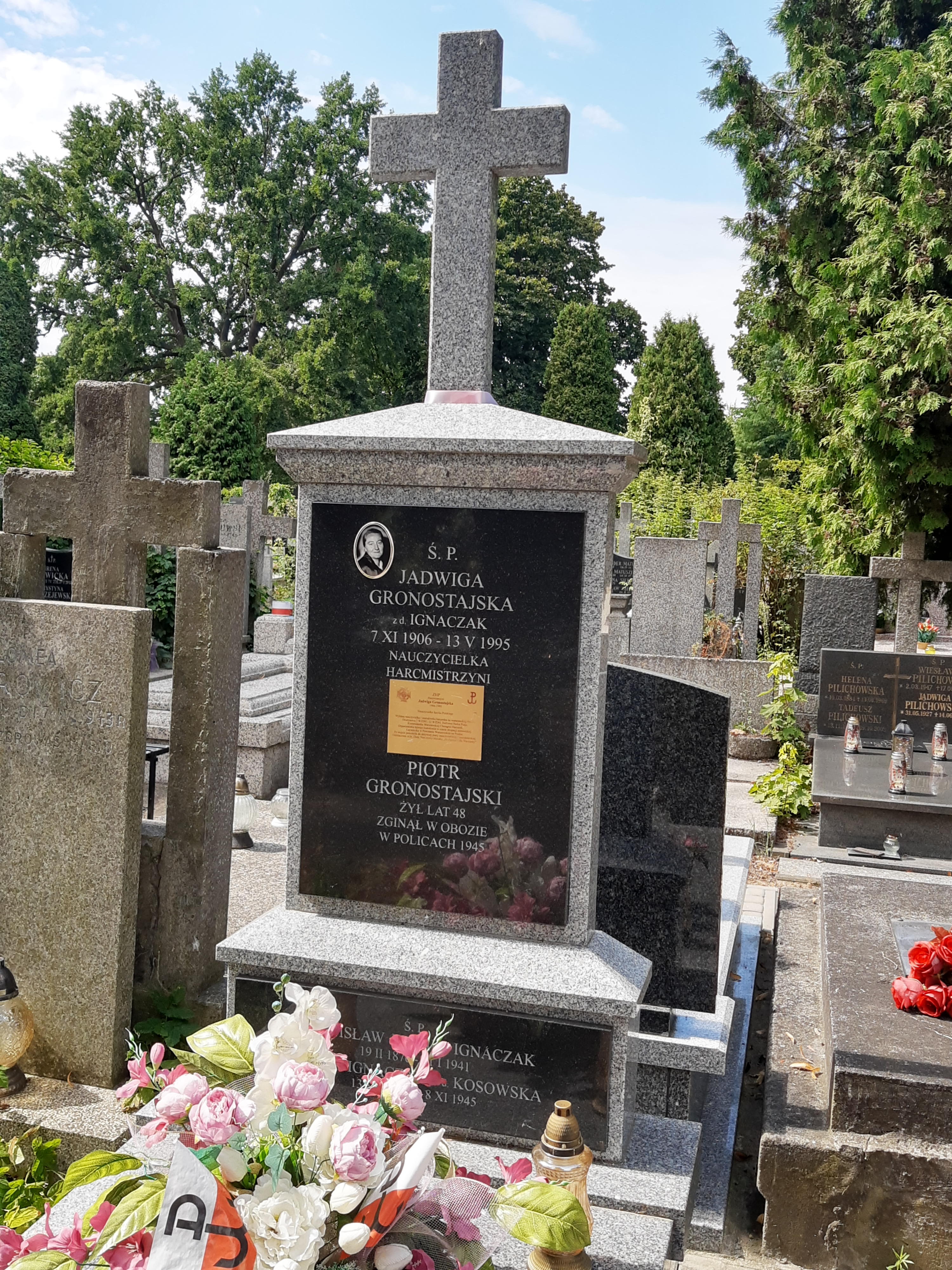
Grób Jadwigi Gronostajskiej na cmentarzu Bródnowskim w Warszawie

Urodziła się w zamieszkałej w Warszawie rodzinie pochodzenia chłopskiego, Bronisława i Emilii. W lipcu 1922 rozpoczęła naukę w Państwowym Seminarium Nauczycielskim im. Elizy Orzeszkowej, a we wrześniu 1923 wstąpiła do działającej w tej szkole 7 Warszawskiej Żeńskiej Drużyny Harcerskiej im. Stanisława Konarskiego, w której była zastępową i przyboczną. Przyrzeczenie harcerskie złożyła w 1924 roku na I Zlocie Narodowym Harcerek nad Świdrem, na ręce hm. Marii Jiruski. Po kursie drużynowych w Nałęczowie pełniła w latach 1925–1927 funkcję drużynowej 7 WŻDH.
W 1927 rozpoczęła pracę w Szkole Powszechnej nr 145 na Grochowie. Była wychowawczynią dwóch licznych klas, założyła tam też 22 Warszawską Żeńską Drużynę Harcerek im. Jadwigi Wolskiej, którą prowadziła do 1930 roku. W 1928 roku otrzymała stopień harcmistrzyni. W 1931 roku przeniosła się do Szkoły Powszechnej nr 136, kierowanej przez hm. Marię Jiruskę (od 1935 roku funkcjonującej w budynku przy ul. Kowelskiej 1 na Nowej Pradze, w którym umieszczono szkoły nr 48, 89 i 136). Pracowała tam do 1953 roku z przerwą w latach 1940–1944. W szkole tej poznała nauczyciela Piotra Gronostajskiego, którego poślubiła w 1932 roku (po aresztowaniu w czasie powstania warszawskiego Piotr Gronostajski został wywieziony do obozu w Policach, gdzie zmarł w 1945 roku).
Była hufcową VIII Hufca Harcerek Warszawa-Ochota (1927–1930 lub 1928–1933), a następnie V Hufca Harcerek Warszawa-Praga (1934–1935), komendantką kursów drużynowych w Laskowej i Ignalinie (1937), komendantką obozów 13 WŻDH i 21 WŻDH (1933–1936 i 1939) oraz obozu 13 WŻDH na zlocie w Spale. Zastępczyni komendantki (1928–1930), a następnie komendantka (1935–1939) Warszawskiej Chorągwi Harcerek. W roku szkolnym 1936/1937 pełniła też obowiązki instruktorki ds. harcerskich w Kuratorium Okręgu Szkolnego m. st. Warszawy. Działała ponadto w Polskim Towarzystwie Krajoznawczym.
W 1938 roku rozpoczęła studia na Wydziale Psychologii Uniwersytetu Warszawskiego, naukę kontynuowała podczas okupacji na zajęciach z filozofii i prakseologii, nie zdając jednak egzaminów końcowych. Ukończyła także kurs dla nauczycielek prowadzony przez prof. Marię Grzegorzewską. W 1960 roku uzyskała dyplom filologii polskiej w Studium Nauczycielskim, z wynikiem bardzo dobrym.
Podczas okupacji pracowała jako opiekunka sanitarna w ogródkach dziecięcych, prowadzonych przez Radę Główną Opiekuńczą. Organizowała też pomoc Żydom przesiedlonym do getta. Członkini Tajnej Organizacji Nauczycielskiej, wspólnie z mężem współorganizowała tajne nauczanie. Ich mieszkanie przy ul. Kowieńskiej 4 m. 2 stanowiło punkt kontaktowy i miejsce szkoleń dla żołnierzy Armii Krajowej i harcerzy Szarych Szeregów, odbywały się w nim tajne komplety filozofii prowadzone przez prof. Tadeusza Kotarbińskiego, w których Gronostajska brała udział jako studentka.
W konspiracji była okręgową (komendantką) Okręgu Warszawa-Praga Organizacji Harcerek (1939–1940 lub 1940–1944), członkinią komendy Warszawskiej Chorągwi Harcerek (1940–1944). Prowadziła w tym czasie kursy drużynowych, podharcmistrzowskie i harcmistrzowskie. W czasie powstania warszawskiego mieszkanie Gronostajskich było siedzibą praskiego hufca harcerek.
Podczas okupacji i w późniejszych latach przechowywała kroniki i wspomnienia harcerzy.
Po wojnie wspólnie z Jiruską organizowała naukę szkolną na Pradze, początkowo w prywatnych domach, inspirowała odradzanie stołecznego harcerstwa żeńskiego. Ponownie od 1944 lub od kwietnia 1945 roku pełniła funkcję komendantki Warszawskiej Chorągwi Harcerek, była też członkinią Wydziału Programowego Głównej Kwatery Harcerek (1945), przygotowała liczną grupę harcerek do udziału w I Centralnej Akcji Szkoleniowej ZHP. Nie zgadzając się na zmiany w ZHP wymuszane przez władze zrezygnowała w końcu grudnia 1948 roku z funkcji komendantki chorągwi i odeszła ze związku (rezygnację tę Naczelnictwo ZHP przyjęło w styczniu 1949 roku, Warszawska Chorągiew Harcerek została rozwiązana).
W latach 1949–1951 oprócz pracy w swojej szkole prowadziła też zajęcia w Szkole Podstawowej dla Dorosłych nr 23 i w Szkole Podstawowej dla Milicji Obywatelskiej. W 1952 roku ukończyła Wyższy Kurs Wychowania Fizycznego i otrzymała Odznakę Sprawny do Pracy i Obrony I stopnia. Uczyła języka polskiego i wychowania fizycznego. W 1953 roku, jako osoba zaprzyjaźniona z Marią Jiruską, usuniętą ze szkolnictwa za poglądy, została przeniesiona do Szkoły Podstawowej nr 50. Pracowała tam do emerytury, w ostatnim roku, w latach 60., była zastępcą kierownika szkoły.
Powróciła do harcerstwa po reaktywowaniu ZHP w 1956 roku, była doradczynią Naczelnej Rady Harcerskiej (1956–1959), I zastępczynią komendanta Chorągwi Warszawskiej ZHP (1957–1960), zastępczynią komendanta  Hufca Praga Nowa i Praga-Północ (1961–1962), organizowała i prowadziła w hufcu kształcenie drużynowych. Była delegatką Chorągwi Warszawskiej na Zjazd ZHP w 1959.
Pełniła liczne funkcje związane z doskonaleniem zawodowym nauczycieli, dwukrotnie kierowała Wydziałem Pedagogicznym Zarządu Głównego Związku Nauczycielstwa Polskiego, była kierowniczką Ogniska Języka Polskiego w Ośrodku Metodycznym na Pradze (1961–1964) oraz Ogniska Metodycznego Kadr Kierowniczych (1964–1967).
W 1981 roku na prośbę Komendy Hufca Warszawa-Mokotów weszła w skład zespołu patronującego wystawie 70-lecie Harcerstwa Polskiego, organizowanej przez ten hufiec w Muzeum Woli. Utrzymywała żywe kontakty z osobami ważnymi w dziejach harcerstwa, zachowała się jej korespondencja m.in. z Olgą Małkowską, Aleksandrem Kamińskim i kapelanem Szarych Szeregów ks. Janem Zieją. Autorka relacji z dziejów harcerstwa na Pradze i opracowania historii Warszawskiej Chorągwi Harcerek (1921–1939), zdeponowanej w Bibliotece Narodowej. Inspiratorka spisywania historii żeńskich drużyn harcerskich, zbierania archiwaliów i fotografii, które zostały następnie zdeponowane w Instytucie Historii Polskiej Akademii Nauk i w Muzeum Harcerstwa.
Aktywna działaczka Polskiego Towarzystwa Turystyczno-Krajoznawczego, Towarzystwa Przyjaciół Warszawy i Towarzystwa Opieki nad Ociemniałymi.
Pochowana na cmentarzu Bródnowskim w Warszawie (kw. 32 D, rząd I, grób 31).
W dziewiątą rocznicę jej śmierci harcerki z dawnej 13 WŻDH i harcerze z dawnego Hufca Praga Nowa ufundowali cegiełkę upamiętniającą Gronostajską. Wmurowano ją w kościele św. Marcina na Starym Mieście.

## Odznaczenia
- Krzyż Kawalerski Orderu Odrodzenia Polski (1984)
- Złoty Krzyż Zasługi (1958)
- Medal Komisji Edukacji Narodowej (1976)
- Złoty Krzyż „Za Zasługi dla ZHP” (1980)
- Złoty Krzyż „Za Zasługi dla ZHP” z Rozetą-Mieczami (1995)
- Odznaka ZNP – Tajnej Organizacji Nauczycielskiej 1939–1945 (1985)
- Złota Odznaką ZNP (1967)
- Złota Honorowa Odznaka PTTK (1986)
- Złota Odznaka Honorowa „Za Zasługi dla m.st. Warszawy” (1965)
- Medal „Parasola” (1981)
- Medal Pamiątkowy Chorągwi Stołecznej ZHP im. Bohaterów Warszawy (1980)